# Walther Stennes

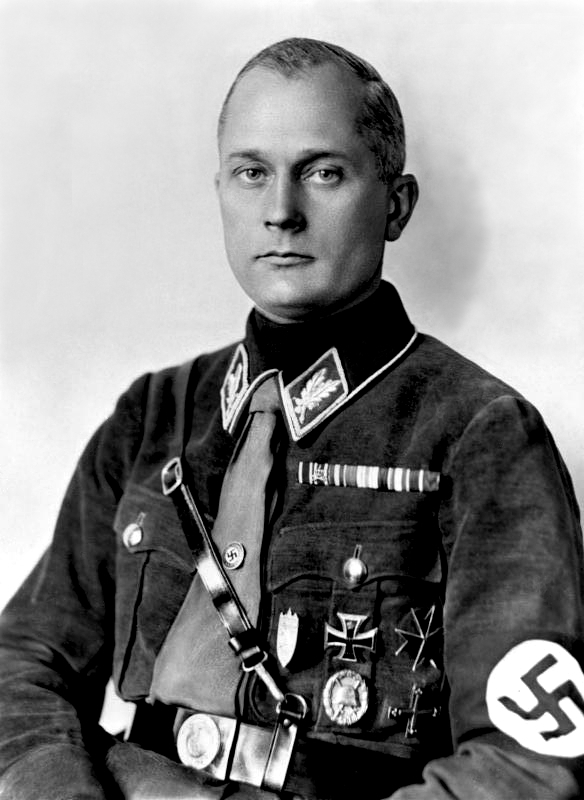
Walther Stennes

Walther Franz Maria Stennes (* 12. April 1895 in Fürstenberg, Westfalen; † 19. Mai 1983 in Lüdenscheid) war ein deutscher Offizier, Politiker, SA-Führer und Militärberater.
Ab 1928 war er Befehlshaber der SA in Berlin und den ostelbischen Provinzen Deutschlands. Nach seinem Bruch mit der NSDAP im April 1931 stand er bis 1933 als Führer an der Spitze einer die NSDAP bekämpfenden sezessionistischen Gruppe paramilitärischer Aktivisten. Nachdem er im Herbst 1933 ins Exil nach China gegangen war, betätigte er sich bis 1949 als Militärberater der Armee der chinesischen Nationalisten im Krieg gegen Japan und Bürgerkrieg gegen die Kommunisten sowie als Befehlshaber der Leibwache des chinesischen Generalissimus Chiang Kai-shek.

## Leben

### Jugend und Erster Weltkrieg
Walther Stennes wurde 1895 als Sohn des Amtmannes und Offiziers Fritz Stennes und seiner Ehefrau Louise, geb. Bering (1863 – ca. 1950), geboren. Zu der Familie gehörten noch zwei Schwestern, darunter die Schwester Hedwig (1890–1935), die später Ärztin wurde. Von seinem zehnten bis fünfzehnten Lebensjahr wurde er in der Kadettenanstalt auf Schloss Bensberg bei Köln erzogen. 1910 wechselte er zur Hauptkadettenanstalt Berlin-Lichterfelde, wo unter anderem Hermann Göring und Gerhard Roßbach zu seinen Mitschülern zählten.
Nachdem Stennes im Sommer 1913 sein Abitur abgelegt hatte, wurde er zur Kriegsschule versetzt. Im August 1914, bei Beginn des Ersten Weltkrieges, erhielt er sein Offizierspatent und rückte als Leutnant mit dem 3. Westfälischen Infanterie-Regiment Nr. 16 nach Belgien ein. Am 23. August wurde er verwundet. In Flandern erlebte er den sogenannten Weihnachtsfrieden von 1914 mit, bei dem sich deutsche und britische Frontsoldaten miteinander verbrüderten, um gemeinsam Weihnachten zu feiern. Während des Krieges wurde er mehrfach ausgezeichnet: Im Mai 1915 wurde er mit dem Eisernen Kreuz I. Klasse und im Juni 1917 mit dem Ritterkreuz des Hauses Hohenzollern ausgezeichnet. 1918 erhielt er das Lippische Kriegsverdienstkreuz, das Hanseatenkreuz und das Verwundetenabzeichen in Silber.

### Freikorps, Sicherheitspolizei und Schwarze Reichswehr (1919 bis 1928)
Im Dezember 1918 wurde Walther Stennes als Oberleutnant aus dem Heer verabschiedet. Auf Anregung von Ewald von Kleist stellte er ein Freikorps auf, die „Freiwillige Kompanie Stennes“, die sich aus vielen ehemaligen Soldaten des Infanterieregiments Nr. 16 zusammensetzte. Es wurde heimlich auf Schloss Varlar bei Coesfeld ausgebildet.
Aus der Freiwilligen Kompanie Stennes entstand im Januar 1919 das etwa fünfhundert Mann umfassende Freikorps Hacketau. Mit diesem ging Stennes in den folgenden Wochen gegen Erhebungen und Streiks von Arbeitern in Coesfeld, Dülmen, Bocholt, Münster und Düsseldorf vor. In Hamm konnte er einen Arbeiterstreik gänzlich unterdrücken.
Während der Bürgerkriegskämpfe um das Ruhrgebiet im März 1919 wurde Stennes vom kommandierenden General von Watter als Militärbefehlshaber in Hamm Stadt und Land eingesetzt. Sein Freikorps besetzte rund um Hamm die Zechen Radbod, de Wendel, Sachsen und Westfalen. Die bestreikte Zeche Radbod wurde von der Truppe notdürftig in Betrieb gehalten und so auch die Gasversorgung der Stadt Münster gesichert.
Am 19. Juli 1919 wurde Stennes in die Sicherheitspolizei beim Polizeipräsidium Berlin eingestellt: Am 1. August 1919 erhielt er das Kommando über eine Hundertschaft zur besonderen Verwendung (z. b. V.) der Berliner Sicherheitspolizei, deren spezielle Aufgabe der Schutz des Regierungsviertels und die Bewachung der Regierung bei Bürgerkrieg und Unruhen sein sollte. Während des Kapp-Putsches im März 1920 erwies die Hundertschaft z. b. V. sich jedoch gegenüber der republikanischen Regierung als wenig loyal: Anstatt die Regierung zu verteidigen, lief sie zu den Putschisten über und versah sogar gemeinsam mit Soldaten der Marine-Brigade Ehrhardt Wachdienst in Charlottenburg, wobei sie das Abzeichen des rechtsradikalen „Bundes nationalgesinnter Soldaten“ trug. Dennoch wurde Stennes am 12. Juni 1920 zum Polizeihauptmann befördert.
Nachdem Stennes am 22. August 1921 von der Führung der Hundertschaft z. b. V. entbunden worden war, wurde er am 1. Dezember 1921 in die innere Dienststelle des Abteilungskommandos im Berliner Polizeipräsidium versetzt und zum 1. Januar 1922 in den Stab der Polizeiabteilung Zehlendorf abgeordnet. Bald danach, am 28. Februar 1922, schied er auf eigenen Wunsch ganz aus dem Polizeidienst aus. In späteren Jahren kursierten zahlreiche Gerüchte um Stennes’ Tätigkeit bei der Sicherheitspolizei: So soll er innerhalb der Hundertschaft eine Sondertruppe namens „Ringmannen“ ins Leben gerufen haben, die Fememorde verübte und Putschpläne gegen die Republik vorbereitete. Insbesondere der mysteriöse Tod des Wachtmeisters Buchholz, des Kassengeschäftsführers der Hundertschaft, im Jahr 1920 wurde von der Presse immer wieder den Ringmannen angelastet und darauf zurückgeführt, dass dieser Waffenschiebereien entdeckt habe und im Begriff gewesen sei, diese offenzulegen.
Im Herbst 1922 schloss sich Stennes der „Schwarzen Reichswehr“ an. Er wurde Kommandeur des Jägerbataillons IV der Schwarzen Reichswehr. Als Kommandant des Forts Hahneberg leitete er die illegale militärische Ausbildung junger Männer aus den verschiedenen nationalistischen Verbänden. Im Oktober 1923 beteiligte sich Stennes am Küstriner Putsch der „Schwarzen Reichswehr“. Es mussten erst schwere Polizei- und Reichswehreinheiten aufgezogen werden, um Stennes zur Aufgabe des Forts Hahneberg zu bewegen. Im Gegensatz zu Bruno Ernst Buchrucker und Hans Hayn, die bei einem Prozess in Kottbus zu zehn Jahren Festungshaft bzw. acht Monaten Gefängnis verurteilt wurden, ging Stennes wie die Mehrheit der Putschisten straffrei aus.
1924 kehrte Stennes vorübergehend in die Privatwirtschaft zurück: Mit der Abfindung für seine Pension eröffnete er in Tempelhof ein Kraftdroschken-Unternehmen, das jedoch fehlschlug. Während dieses Jahres gehörte er auch der Wirtschaftlichen Vereinigung Glückauf an, wahrscheinlich eine Deckorganisation der rechtsradikalen Verbände oder eine Abteilung der Schwarzen Reichswehr.
Im weiteren Verlauf der 1920er Jahre wurden Stennes weiterhin Beteiligung an Verschwörungen gegen die Republik, Verwicklung in Fememorde und Waffenschiebereien sowie Attentatspläne – vor allem gegen sozialdemokratische Politiker – nachgesagt: Allerdings konnte keine dieser Anschuldigungen bewiesen werden. Hausdurchsuchungen bei ihm und bei seinen Anhängern in den Jahren 1925 bis 1928 verliefen stets ergebnislos.
In seiner widersprüchlichen Doppelrolle als Offizier der Sicherheitspolizei und gleichzeitiger Gegner der Weimarer Republik knüpfte Stennes bis um 1925 zahlreiche Kontakte, was ihn bald zu einem der bestvernetzten Männer auf Seiten der politischen Rechten machte. Einerseits arbeitete er mit Außenminister Gustav Stresemann eng zusammen, gleichzeitig stand er aber auch in ständiger Fühlung mit Republikgegnern wie Waldemar Pabst, mit dem er seit 1920 befreundet war. Den Großteil seiner politischen Beziehungen unterhielt Stennes allerdings zu Kampfbundführern sowie zu Nachrichtenmännern wie Hanns Reinholz oder Herbert von Bose, dem Ehemann seiner Cousine Thea Kühne. Auch Adolf Hitler hatte Stennes bereits 1920 – über Erich Ludendorff – kennengelernt. Hitlers Angebot, die Führung über die Sturmabteilung (SA), die Kampfformation der NS-Bewegung, zu übernehmen, lehnte er 1922 jedoch ab. Stattdessen wurde der Fliegerhauptmann Hermann Göring erster Führer der SA.

### SA-Führer (1928 bis 1931)
Im Mai 1927 schloss Stennes sich den Nationalsozialisten an. Er übernahm zunächst die Führung der SA im Gau Berlin. Am 30. September 1927 folgte die Ernennung zum OSAF-Ost, d. h. zum regionalen Oberbefehlshaber der SA in Ostdeutschland, mit deren Ausbau er betraut wurde: In dieser Eigenschaft unterstanden ihm die SA-Einheiten von Berlin und Brandenburg, die bald darauf zur SA-Gruppe Berlin-Brandenburg zusammengefasst wurden, Ostpreußen und Pommern, die gut ein Drittel der gesamten SA ausmachten. Außerdem war Stennes seit dieser Zeit Stellvertreter von Franz Pfeffer von Salomon, dem Stabschef der SA als Gesamtorganisation. Auf Drängen von Joseph Goebbels – der Wert darauf legte, dass Stennes auch der Partei angehörte, um ihn in seiner Tätigkeit als SA-Führer vor Angriffen durch Parteimitglieder zu schützen („Ist der überhaupt Parteigenosse“) – trat Stennes auch in die NSDAP ein. Hitler gab Stennes’ offizielles Eintrittsdatum in die NSDAP später in einer Erklärung über Stennes im Völkischen Beobachter vom 4. April 1931 mit dem 20. Dezember 1927 an. Stennes selbst nannte in einem Fragebogen aus dem Jahr 1968 ebenfalls den 20. Dezember 1927 als den Tag seines Parteieintritts.
Anlässlich der Reichstagswahl 1930 forderte Stennes von Hitler nachdrücklich eine stärkere Berücksichtigung von SA-Führern auf sicheren Listenplätzen, was Hitler nicht tat. Die materielle Not in weiten Kreisen der SA sowie zunehmende taktische Differenzen verschlechterten zusätzlich Stennes’ Beziehungen zu Hitler und der NSDAP: Während Stennes auf eine Regierungsübernahme durch einen gewaltsamen Staatsstreich der SA drängte, hatte Hitler sich seit dem Scheitern seines Putsches von 1923 darauf festgelegt, ausschließlich auf legalem Wege über die Gewinnung einer Reichstagsmehrheit bei Wahlen zur Macht zu gelangen. Eine Reihe von Stennes’ Forderungen an Hitler (SA-Männer in größerem Umfang auf die Reichstagskandidatenliste der NSDAP zu setzen, Bezahlung von SA-Wachen für Saalwächterdienste usw.) wies dieser rundheraus zurück. Daraufhin ließ Stennes am 30. August 1930 die Berliner Hauptgeschäftsstelle der NSDAP und die Redaktion der Berliner Parteizeitung Der Angriff von seinen SA-Leuten besetzen (sogenannte erste Stennes-Meuterei). Die SS-Wachen wurden bei dieser Gelegenheit zusammengeschlagen. Gauleiter Joseph Goebbels, gerade in Breslau, rief Hitler zu Hilfe und eilte selbst nach Berlin zurück. Hitler, der Stennes nur mit Mühe zu einem vorläufigen Einlenken bewegen konnte, setzte anschließend Franz Pfeffer von Salomon, der sich unfähig gezeigt hatte, Stennes in Zaum zu halten, als Stabschef der SA ab und berief an seiner Stelle Ernst Röhm. Ferner wurde eine verschärfte Beobachtung und Bespitzelung von Stennes veranlasst, so durch den Hitler-treuen Arzt Leonardo Conti, der der Berliner SA als Stabsarzt zugeteilt war.
1931 eskalierten die Konflikte von Stennes mit der Parteileitung im sogenannten Stennes-Putsch: Einem Befehl Hitlers vom 20. Februar 1931, der verlangte, dass die Berliner SA sich vorläufig einer Notverordnung der Regierung Brüning fügen und an keinen Straßenkämpfen mehr beteiligen sollte, handelte Stennes offen zuwider. Hitler sah dadurch seinen Legalitätskurs massiv gefährdet, bis hin zu der Möglichkeit eines erneuten Parteiverbots. So wurde Stennes am 31. März 1931 durch Hitler und Röhm von seinem Posten als OSAF-Ost abberufen und in die Münchner Parteizentrale versetzt, was praktisch einer Degradierung gleichkam. Stennes widersetzte sich seiner Absetzung gewaltsam: Am 1. April ließ er die Geschäftsstelle der Partei und die Redaktion des Angriffs von seinen Anhängern besetzen, in der Hoffnung, so die NS-Bewegung zu spalten und das Gros der SA auf seinen Kurs einzuschwenken. Die Nummer des Angriffs vom Folgetag brachte er selbst heraus. Die Entsetzung der Räumlichkeiten konnte erst mit Hilfe der Berliner Polizei erreicht werden. In den folgenden Wochen trat Stennes dann öffentlich als Werberedner in eigener Sache in Erscheinung, indem er die Verschwendungssucht und das Bonzentum der Parteiführer sowie den Verrat an den sozialistischen Prinzipien des Parteiprogramms der NSDAP anprangerte. Zwar fand Stennes mit Parolen wie „Was ist wichtiger: Stiefelsohlen für die SA oder ein Palais für die Parteibonzen?“ starken Widerhall, konnte jedoch nur etwa ein Drittel der Berliner SA zum offenen Aufstand gegen Hitler bewegen. Hitler ließ Stennes unverzüglich als Chef der Berliner SA absetzen. Praktisch wurde seine Macht durch den kommissarischen Berliner SA-Chef Paul Schulz, den Berliner SS-Führer Kurt Daluege und durch Edmund Heines gebrochen. Stennes erklärte später, dass, wenn Charisma eine Rolle bei der Niederschlagung seiner Revolte gespielt habe, es Schulz’ Charisma und nicht das Hitlers gewesen sei. In der Folgezeit wurden sämtliche Sympathisanten von Stennes aus der NSDAP ausgeschlossen.
Stennes gründete stattdessen die Nationalsozialistische Kampfbewegung Deutschlands (NSKD).

### Politischer Rivale der NSDAP (1931 bis 1933)
Politisch kämpfte Stennes in der Folgezeit bis 1933 gegen die NSDAP. So engagierte er sich in den Wahlkämpfen des Jahres 1932 gegen die Partei und bot noch Ende 1932 dem damaligen Reichskanzler Kurt von Schleicher an, ihm seine Organisation in einem erneuten Wahlkampf zur Auseinandersetzung mit der NSDAP zur Verfügung zu stellen. Enge Kontakte pflegte Stennes, trotz erheblicher inhaltlicher Differenzen, außerdem mit Otto Strasser und anderen „abtrünnigen Nazis“, die sich nach ihrem Ausscheiden aus der NS-Bewegung gegen diese wandten. Stennes erklärte später, sein Interesse habe immer nur der SA und nie der Partei gegolten. Hitlers Legalitätskurs, der darauf abzielte, die Macht im Staat mit Hilfe einer Partei innerhalb des vorgegebenen politischen Systems zu erringen, lehnte er ab. Stattdessen erstrebte er einen Umbau auf der Grundlage einer populären Volksbewegung und ohne Partei, die er als Konzession an das bestehende System ansah.
Als die preußische Staatsregierung im April 1932 einen Sonderfonds zum Schutze der Demokratie beschloss, wirkte ihr Finanzminister Otto Klepper auch auf die Unterstützung der „Schwarzen Front“ hin, insbesondere jene Walther Stennes’. In den Tagen vor dem „Preußenschlag“ wurde er von Klepper zu einer Besprechung mit Heinrich Hirtsiefer und Carl Severing mitgebracht und wusste aus dem Reichswehrministerium die Information zu präsentieren, Franz von Papen sei nach Neudeck gefahren, „um sich von Hindenburg Vollmachten für einen Staatsstreich geben zu lassen“. Als sich die Hinweise verdichtet hatten, machte Klepper drei Tage vor dem Putsch im Ministerium den Vorschlag, Stennes eine Hundertschaft zur besonderen Verwendung anführen zu lassen, die verhaften sollte, wer unbefugt das Ministerium betrat, selbst ein Gegenangriff auf das Reichsoberhaupt schien ihm nötigenfalls legitim. Nur Hirtsiefer unterstützte ihn.

### Exilzeit (1933 bis 1949)
Nach der Regierungsübernahme durch die Nationalsozialisten im Januar 1933 nahmen die neuen Machthaber Stennes wegen seiner Gegnerschaft zur NS-Führung ins Visier.
Am Abend des 24. März 1933 kam ein Kommando von etwa neun SS-Männern in Stennes’ Wohnung in der Albrechtstraße in Berlin-Südende. Das Kommando, das von dem SS-Sturmbannführer Herbert Packebusch angeführt und von zwei Polizeibeamten begleitet wurde (nach Packebuschs Angaben hatten die SS-Männer offiziellen Status als Hilfspolizisten), durchsuchte im Auftrag des Berliner SS-Chefs Kurt Daluege die Wohnung nach Schriftgut und Waffen. Stennes war während der Durchsuchung nicht anwesend. Die Männer beschlagnahmten eine größere Menge von Unterlagen, die sie in ebenfalls beschlagnahmten Koffern zur Kommandozentrale der SS in Berlin brachten. Stennes erstattete gegen die Beteiligten am 29. März 1933 Anzeige wegen räuberischen Einbruchdiebstahls. Stennes zufolge verursachten die SS-Männer erhebliche Schäden an Wohnung und Einrichtung, stahlen Wertgegenstände (u. a. Perserbrücken und Anzüge) und veranstalteten in der Wohnung ein Gelage mit seinem Wein. Er schätzte den entstandenen Schaden auf 10.000 RM. Das nachfolgende Verfahren verlief ergebnislos und wurde im Jahr 1935 offiziell eingestellt.
Stennes tauchte nach der Durchsuchung ab. Er wurde im Mai 1933 in seiner Jagdhütte Schillersdorf in Mecklenburg entdeckt, in Schutzhaft genommen und einige Monate im Berliner Konzentrationslager Columbiahaus interniert. Während der Haftzeit soll Stennes trotz der Ereignisse von 1931 die Protektion seines Kameraden aus Kadettenzeiten, Hermann Göring, genossen haben. Auch der Kölner Erzbischof Kardinal Karl Joseph Schulte (ein Verwandter von Stennes’ Ehefrau) und der Päpstliche Nuntius Cesare Orsenigo setzten sich für ihn ein. Göring, dem als Ministerpräsident von Preußen die Berliner KZs unterstanden, ließ Stennes schließlich gegen das Versprechen, ins Ausland zu gehen und sich nicht in der Schweiz niederzulassen, auf freien Fuß setzen. Hans Graf von Lehndorff zufolge soll der NS-Gegner Carl von Jordans Stennes geholfen haben, in einer „Nacht und Nebel“-Aktion ins Ausland zu gelangen.
Gesichert ist, dass Stennes am 26. September 1933 aus der Haft entlassen wurde und kurz darauf mit seiner Frau über die Niederlande und England nach China emigrierte. An Bord des Dampfers Ranchi trafen sie am 19. November 1933 in Shanghai ein.
In China war Stennes bis 1949 für Chiang Kai-sheks Kuomintang-Bewegung als Militärberater tätig. Seine Bemühungen gingen dahin, die Armee- und Polizeikräfte der chinesischen Nationalisten nach dem Vorbild der preußischen Streitkräfte zu reorganisieren. Außerdem befehligte er die zweitausend Mann starke Leibwache Chiang Kai-sheks.
Von deutschen Diplomaten und Geheimdienstlern blieb Stennes während seines Aufenthalts in China unbehelligt. Zum Gestapo-Vertreter in Japan Josef Meisinger pflegte er sogar beinahe freundschaftliche Beziehungen. Dennoch soll er ständig nationalsozialistische Anschläge auf sein Leben befürchtet haben. Mehreren Aufforderungen, nach Deutschland zurückzukehren, die ihn nach Ausbruch des Zweiten Weltkrieges erreichten, weigerte er sich Folge zu leisten. Jay Taylor geht sogar davon aus, dass Stennes Beziehungen zu dem sowjetischen Spion an der deutschen Botschaft in Tokio Richard Sorge unterhielt, der ihn 1941 über den bevorstehenden deutschen Angriff auf die Sowjetunion unterrichtet habe. Stennes soll diese Nachricht an Chiang weitergegeben haben, der sie über Zhou Enlai Josef Stalin zugespielt habe.
Nach der Besetzung großer Teile Chinas durch Japan entging Stennes nur knapp der Verhaftung. Nach dem Krieg verlangten umgekehrt die Amerikaner kurzzeitig seine Auslieferung, nachdem er sich geweigert hatte, ehemalige Nationalsozialisten in Shanghai zu denunzieren, die mit der japanischen Armee kollaboriert hatten. Chiang Kai-shek bewahrte ihn vor diesem Schicksal, indem er ihn zu einem Mitglied der chinesischen Militärkommission ernannte.

### Rückkehr nach Deutschland
Nach seiner Rückkehr nach Deutschland im Jahr 1949 versuchte Stennes sich in der niedersächsischen Landespolitik, wo er für die Landtagswahlen im Mai 1951 die Organisation der Deutschen Sozialen Partei des Landwirtschaftsministers Günther Gereke übernahm. Danach zog er sich ins Privatleben zurück.
In den 1950er Jahren stellte Stennes einen Antrag auf Anerkennung als Verfolgter der nationalsozialistischen Gewaltherrschaft, der 1957 vom Bundesgerichtshof abgelehnt wurde. In einer Aussage für das Spruchkammerverfahren hatte Otto Klepper 1949 Stennes’ Dienste als wertvoll und persönlich riskant bezeichnet und mit einem Brief vom April 1954 seine Einschätzung hinzugefügt, es sei bei Stennes eine grundsätzliche Abkehr von der Ideologie des Nationalsozialismus erfolgt.
In seinen späteren Jahren lebte Stennes in Brügge, einem Stadtteil von Lüdenscheid.

## Familie
Am 17. Dezember 1930 heiratete Stennes in Berlin Hildegard Margarete Elisabeth Borkenhagen (* 4. September 1907 in Königstein am Taunus), eine Tochter des Eisenbahndirektors Richard Alfred Julius Borkenhagen (1865–1940) und seiner Ehefrau Anna Elisabeth Margarethe, geb. Reichelt (1879–?). Das Ehepaar hatte eine Tochter, Ingrid (* 1934).

## Schriften
- Westfalen ist mehr als nur ein Regendach. In: Rainer Schepper (Hrsg.): Westfalen unter sich über sich. Frankfurt 1978.

## Archivarische Überlieferung
Stennes’ private Papiere wurden nach seinem Tod größtenteils von seiner Tochter in der Waschküche des gemeinsamen Hauses verbrannt.
Im Bundesarchiv Berlin hat sich im Bestand des ehemaligen Berlin Document Center eine umfangreiche Sammlung des Obersten Parteigerichts der NSDAP zur Stennes-Revolte von 1931 erhalten. Zudem befindet sich dort eine kurze Akte des Reichsjustizministeriums über die Durchsuchung von Stennes’ Wohnung durch Angehörige der SS im Jahr 1933.